# Kastanienkappenhäherling

Vorkommen auf Borneo

Der Kastanienkappenhäherling (Pterorhinus treacheri) ist ein endemisch auf Borneo vorkommender Singvogel aus der Familie der Häherlinge (Leiothrichidae).

## Merkmale
Der Kastanienkappenhäherling erreicht eine Körperlänge von ca. 24 Zentimetern. Die Geschlechter unterscheiden sich zeichnungsmäßig nicht. Der Kopf der Vögel hat eine kastanienbraune Farbe. Auf der Stirn heben sich einige weißliche Federn ab. Das Gefieder der Oberseite einschließlich der Schwanzfedern und Flügeldecken ist mausgrau. Lediglich die äußeren Federn der Handschwingen sind weiß. Die Unterseite ist hellgrau, der Steiß rotbraun. Der Schnabel sowie Beine und Füße haben eine gelbe Farbe, die Iris ist schwarz und zeigt einen halbmondförmigen gelben Augenring.

## Ähnliche Arten
Der auf Sumatra, der Malaiischen Halbinsel und in Thailand vorkommende Spiegelhäherling (Pterorhinus mitrata) unterscheidet sich durch einen vollständigen weißen Augenring.

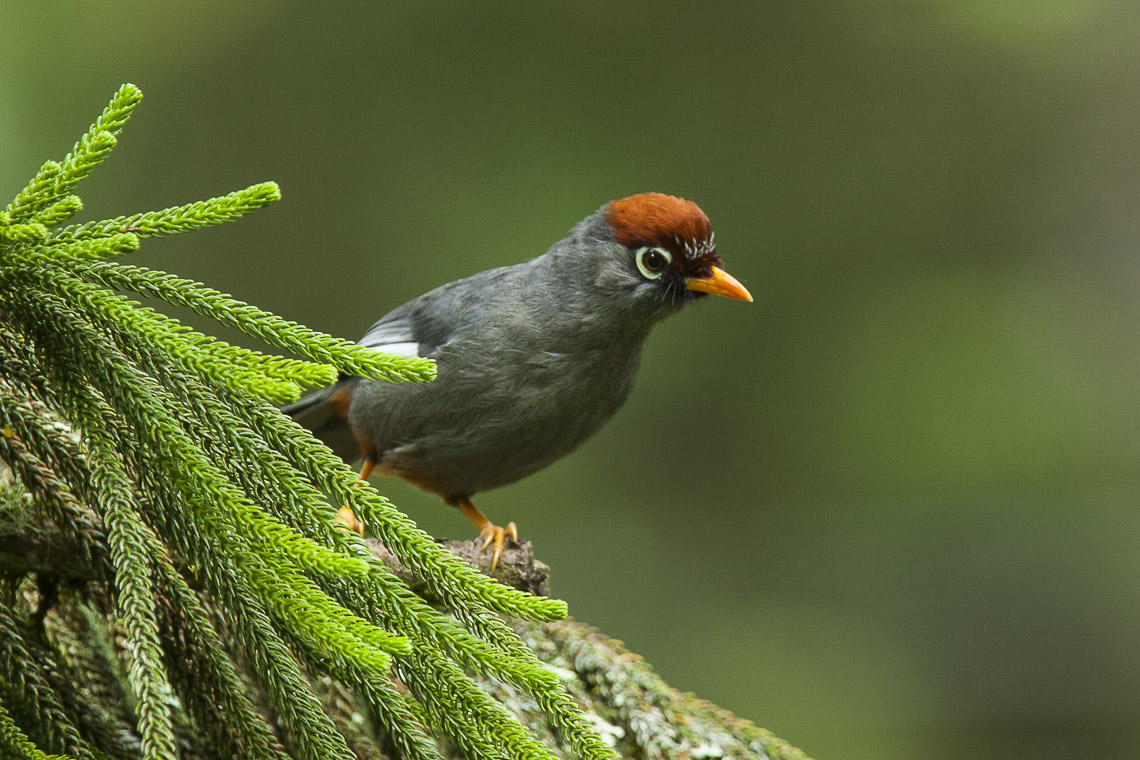
Spiegelhäherling
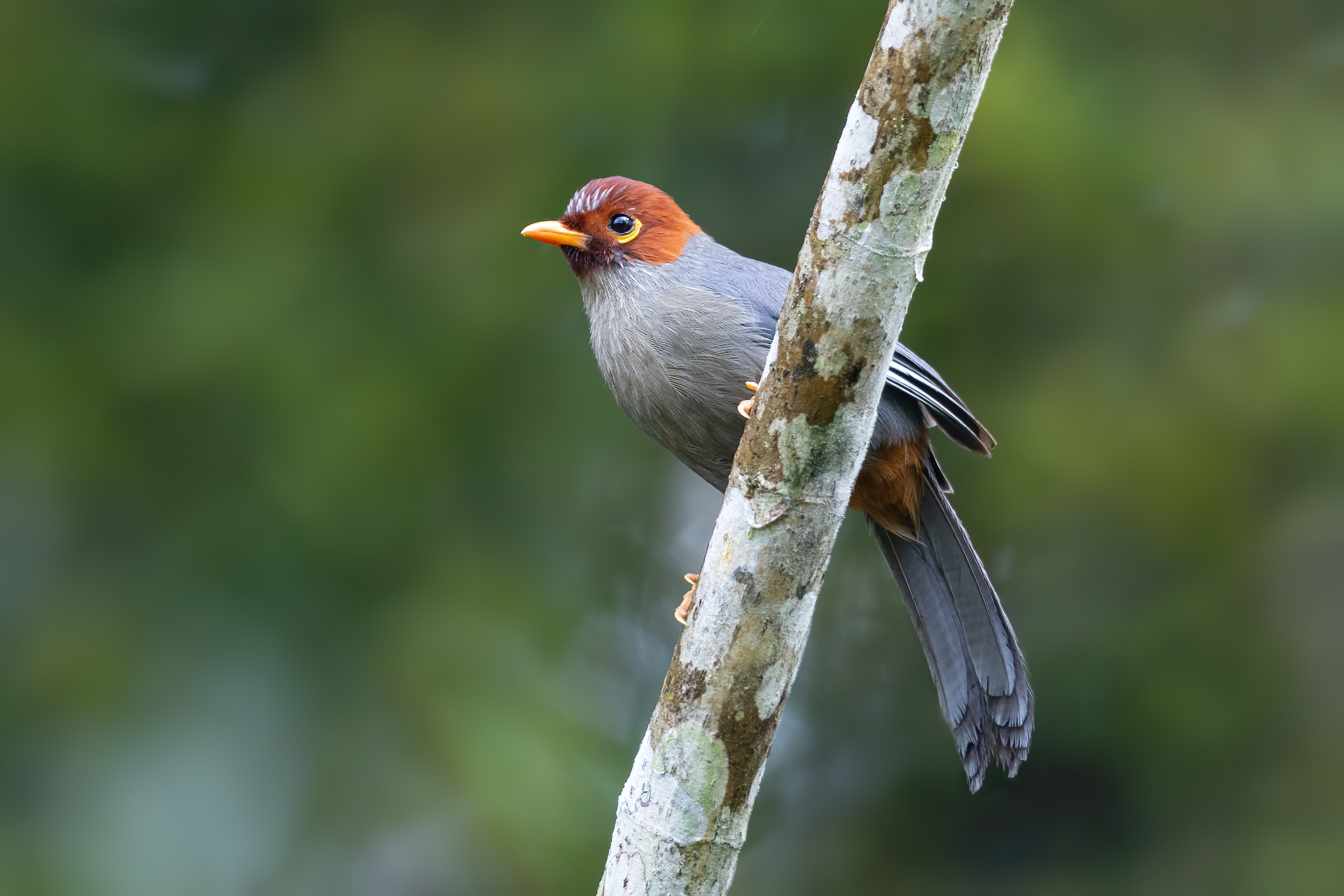
Kastanienkappenhäherling

## Verbreitung, Unterarten und Lebensraum
Der Kastanienkappenhäherling kommt verbreitet auf Borneo vor und ist sowohl im malaiischen als auch im indonesischen Teil der Insel anzutreffen. Seine bevorzugten Lebensräume sind lichte Bergwälder und Waldränder. Die Vögel halten sich in Höhenlagen zwischen 200 und 2800 Metern auf. Es werden folgende Unterarten geführt:
- Pterorhinus treacheri treacheri, im Norden Borneos
- Pterorhinus treacheri damnatus in den Bergregionen Sarawaks
- Pterorhinus treacheri griswoldi  in der Mittel Borneos
- Inwieweit die im Süden Borneos vorkommenden Vögel einer weiteren, noch unbeschriebenen, Unterart angehören, muss noch geklärt werden.

## Lebensweise
Kastanienkappenhäherlinge sind außer in Wäldern zuweilen auch an Wegrändern und in der Nähe menschlicher Siedlungen zu finden. Nach Nahrung suchen sie überwiegend am Erdboden und fressen sowohl kleine Wirbellose als auch Beeren und Früchte. Ihr meist im Morgengrauen erklingender Gesang, besteht aus einer Reihe sich wiederholender, aufsteigender, zarter Phrasen.

## Gefährdung
Der Kastanienkappenhäherling ist in seinen Vorkommensgebieten nicht selten und wird demzufolge von der Weltnaturschutzorganisation IUCN als „least concern = nicht gefährdet“ geführt.